# المسجد العتيق (درنة)
المسجد العتيق أو الجامع الكبير بني منذ حوالي 350 سنة وقد استغرق بناؤه 12 سنة، بناه المصلح «محمد باي» (بي) سنة 1663م - 1081هـ الذي حكم مدينة درنة في الفترة العثمانية الأولى (1551- 1711).

## تاريخ
ذكر الجامع العتيق عند الكثير من الرحالة والكتاب من بينهم فارلونج، والرحالة ليون سميث، وبرتشر، والرحالة هايمان، فرانشيسكو كور.
ويعد الجامع العتيق من أبرز الآثار الإسلامية في مدينة درنة وهو نواة المدينة القديمة حيث يزخر بمئذنته الشامخة وقبابه وأعمدته الرخامية، حيث تجلت فيه متانة البنيان، ودقة الهندسة وجمال فن المعمار الإسلامي، وتقول الرواية المحلية أن سيدي امحمد بي، قد استعان في تشييد هذا المسجد باثنين من المهندسين جاءا إلى مدينة درنة من إسطنبول، وأن إحداهما توفي في مدينة درنة، ودفن في الحجرة (الخلوة) الملاصقة بالمئذنة، هذا ومن محتويات هذا المسجد، ساعة حائطية كبيرة، من مآثر الحاج رشيد باشا الذي كان واليا على بنغازي ودرنة أثناء العهد العثماني الثاني، ولكنها تعطلت أخيراً، وتوجد به شعرة المصطفى صلى الله عليه وسلم، وهي محفوظة في زجاجة داخل صندوق صغير وبقيت الشعرة في المسجد مئات السنين حيث يحتفل سكان المدينة وضواحيها يوم المولد النبوي وقد ظل سكن المدينة يتبركون بزيارتها في الاحتفال بعيد المولد النبوي الشريف من كل عام، إلى أن سرقت في بداية التسعينات وأغلق ملف القضية لعدم معرفة الجاني الحقيقي.

## وصف المبنى

### كتلة المبنى
مساحة الكتلة لمبنى المسجد دون الملحقات ارتفاعه من 6 إلى 7 م من الخارج، ومن الداخل 5.30 م مرفوع بأعمدة من الرخام عددها 30 طول كل واحد منها هو 3 م، وعدد 26 عمود من الحجر على جدار المسجد بارتفاع 3 م، وعدد 5 أبواب مقاس 1.60*2.80 م، وعدد 26 فتحة تهوية طبيعية، بالإضافة إلى عدد 30 تاج برأس كل عمود تاج من مختلف الحضارات الفرعونية والرومانية وقبل المسيح وبعده.
يتمتع المسجد بجدار سمكه 1.40 م ومزود بعدد 42 قبة متوسط قطر الواحدة 3.30 إلى 3.60 م، ومزود بعدد 97 قوس كل قوس مكون من الحجارة المنحوتة، متوسط عدد الحجارة لكل قوس من 27 إلى 29 قوس، عدد بلاطات الأرضية 16.115 بلاطة، المحراب مكون من 22 حجرة للقوس و3 قطع أعلى القوس، حلية القوس 26 حجرة و17 حجرة للحلية الخارجية.

### التخطيط
بالنسبة للتخطيط الداخلي للجامع فهو عبارة عن مساحة مستطيلة مقسمة داخلياً إلى بلاطات موازية لجدار القبلة وكل بلاطة تتكون من بانكتين وكل بنكة مكونة من ستة عقود على هيأة نصف دائرية محمولة على أعمدة رخامية مجلوبة من معبد إغريقي أو كنيسة في قرية كرسة المجاورة، لها قاعدة بدن وتاج وتيجانها بعضها كورنثية والبعض الآخر ناقوسية وثالثة دورية ورابعة أيونية، ويسقف كل بلاطة ست قباب ضحلة محمولة على أربعة عقود محمولة على الأكتاف والأعمدة لتكون مناطق مربعة تتحول إلى دائرة عن طريق منطقة الانتقال من خلال هيأة حنية ركنية مشطوفة لتكون من ذلك 42 قبة ذات أقواس هندسية، تحملها 30 عمودا من المرمر المصقول تحيط بها أركانه الأربعة، تسقف كامل مساحة المسجد، ويحتوي الجامع على مئذنة تقع في الركن الشمالي من الواجهة الشمالية القريبة للجامع وهي تتكون من بدن إسطواني ينتهي في قمته بقربوش على هيأة سن قلم رصاص ثم صار من البرونز يعلوه هلال.

### المنبر
نصب به (منبر من خشب السناج) نقشت حواشيه وجوانبه بنقوش بديعة، كما شيدت بجانبه مئذنة مثمنة الشكل، يبلغ ارتفاعها نحو 20م وألحقت به حجرتان وركن للمواضئ، ويبلغ طول المسجد نحو 29م وعرضه نحو 23م وله أربعة أبواب اثنان في الجانب الغربي والثالث في الجانب الجنوبي والرابع في الجانب الشمالي وهو يتسع لنحو 2000 مصلي، خضع الجامع العتيق لعمليات ترميم استغرقت فترة طويلة، لم يراعي فيها الطراز المعماري المميز للجامع.